# Stained
Stained è l'album d'esordio della extreme metal band finlandese Imperanon.

## Tracce
1. Blade
2. Memories To Dust
3. Stained
4. Prisoner In Me
5. Sold
6. Hollow Man
7. Rhythm Of Pain
8. Shadowsouls
9. Vein (I Bleed)
10. The End
11. Jos Jotain Yrittää (Harva Meistä On Rautaa)

## Formazione
- Aleksi Sihvonen - voce, chitarra
- Teemu Mäntysaari - chitarra
- Aki Hopeasaari - basso
- Aleksi Virta - tastiere
- Jaakko Nylund - batteria

### Ospiti
- Pasi Rantanen - voce addizionale in Hollow Man
- Leonna Aho - voce addizionale in Shadowsouls